# Kirk Wise
Kirk Wise (n. 24 de agosto de 1963) es un director de animación estadounidense. Conocido por dirigir las películas de dibujos animados La bella y la bestia, El jorobado de Notre Dame y Atlantis: El imperio perdido junto a Gary Trousdale.
Mientras trabajan en Walt Disney Animation Studios, también codirigió Cráneo de comandos, un cortometraje para el Pabellón de Maravillas de la Vida en EPCOT.

## Biografía

### Primeros años
Wise nació en San Francisco (California). Obtuvo su primer cheque de pago para el dibujo a los siete años después de que su madre presentó su boceto de un hombre de la basura y su camión al San Francisco Chronicles '"Arte Junior Champion" Concurso. Ganar alabanza, un cheque y una recomendación del departamento de sanidad local espoleó a su creatividad. Experimentó con recorte y movimiento animación stop lo largo de su infancia, y llegó a participar en la California Institute of the Arts en Valencia, California.

### Carrera
Después de su graduación, trabajó como animador en La tostadora valiente (1987), y Steven Spielberg, Amazing Stories episodio de "Family Dog". En Disney, que comenzó como animador asistente en El Gran Ratón Detective y Oliver y su pandilla antes de finalmente aterrizar en el departamento de historia, donde se reunió con el ex CalArts compañero Gary Trousdale. Después de trabajar como artistas de storyboard en el rescate Down Under y El príncipe y el mendigo, sabio y Trousdale fueron los responsables de gobernar el célebre "La bella y la bestia" (1991), la primera película animada en ser nominada a un Oscar a la Mejor Película. 
Posteriormente dirigiría  El jorobado de Notre Dame y Atlantis: El imperio perdido de nuevo con Trousdale.

## Filmografía
| Título                               | Año  | Papel                                             | Notas                     |
| ------------------------------------ | ---- | ------------------------------------------------- | ------------------------- |
| Basil, el ratón                      | 1986 | Animador asistente                                |                           |
| Historias increíbles                 | 1987 | Animador principal                                | 1 episodio                |
| Oliver y su pandilla                 | 1988 | Codirector, guionista, ayudante de animación      |                           |
| Comando cráneo                       | 1989 | Voz de Hipotálamo, abriendo el director secuencia |                           |
| Los rescatadores en cangurolandia    | 1990 | Artista del guion gráfico                         |                           |
| La bella y la bestia                 | 1991 | Director                                          |                           |
| De vuelta a casa: El increíble viaje | 1993 | Productor ejecutivo                               |                           |
| El rey león                          | 1994 | Material adicional historia                       |                           |
| El jorobado de Notre Dame            | 1996 | Director                                          |                           |
| Atlantis: El imperio perdido         | 2001 | Director, historia                                |                           |
| Hecho desaparecer                    | 2002 | Director, Director de ADR                         | Producción de los EE. UU. |
| Open Season                          | 2006 | Gracias especiales                                |                           |
| océanos                              | 2009 | Productor ejecutivo                               |                           |
| Chimpancé                            | 2012 | Consultor creativo                                |                           |
| La bella y la bestia                 | 2017 | Consultor creativo                                |                           |